# Ramla Ali
Ramla Ali là một võ sĩ người Somalia đến từ London và là nhà vô địch hạng lông châu Phi hiện tại vào năm 2019. Năm 2018 Ramla đã trở thành một vận động viên toàn cầu độc quyền cho Nike. Cô đã giành được giải vô địch quốc gia Novice 2015 tại Anh, Giải vô địch quốc gia Anh quyền Anh 2016 và Giải vô địch Anh vĩ đại. Cô chuyển đến Anh từ Somalia với tư cách người tị nạn chiến tranh. Cô bắt đầu đấm bốc khi còn là một thiếu niên trong nỗ lực giảm cân. Kể từ đó, cô đã giúp thành lập liên đoàn quyền anh của Somalia tại Mogadishu và trở thành võ sĩ quyền anh đầu tiên trong lịch sử đại diện cho Somalia tham dự Giải vô địch thế giới phụ nữ được tổ chức tại New Delhi, Ấn Độ năm 2018.